# Quênia nos Jogos Olímpicos de Verão de 2000
Quênia participou dos Jogos Olímpicos de Verão de 2000, realizados em Sydney, na Austrália. 
Foi a décima aparição do país nos Jogos Olímpicos, onde foi representado por 56 atletas, sendo 34 homens e 22 mulheres, que competiram em seis esportes. Um total de sete medalhas foram conquistados (dois ouros, três pratas e dois bronzes), todas no atletismo.

## Competidores
Esta foi a participação por modalidade nesta edição:
| Esporte       | Masculino | Feminino | Total |
| ------------- | --------- | -------- | ----- |
| Atletismo     | 27        | 9        | 36    |
| Boxe          | 4         | 0        | 4     |
| Ciclismo      | 1         | 0        | 1     |
| Natação       | 1         | 1        | 2     |
| Tiro com arco | 1         | 0        | 1     |
| Voleibol      | 0         | 12       | 12    |
| Total         | 34        | 22       | 56    |

## Medalhas
| Atleta               | Esporte   | Evento                          | Medalha |
| -------------------- | --------- | ------------------------------- | ------- |
| Reuben Kosgei        | Atletismo | 3000 m com obstáculos masculino | Ouro    |
| Noah Ngeny           | Atletismo | 1500 m masculino                | Ouro    |
| Paul Tergat          | Atletismo | 10000 m masculino               | Prata   |
| Wilson Boit Kipketer | Atletismo | 3000 m com obstáculos masculino | Prata   |
| Erick Wainaina       | Atletismo | Maratona masculina              | Prata   |
| Joyce Chepchumba     | Atletismo | Maratona feminina               | Bronze  |
| Bernard Lagat        | Atletismo | 1500 m masculino                | Bronze  |

## Desempenho

### Atletismo
Masculino
Eventos de pista
| Atleta                                               | Evento              | Eliminatórias | Eliminatórias | Quartas de final | Quartas de final | Semifinal   | Semifinal   | Final       | Final             | Ref.   |
| Atleta                                               | Evento              | Tempo         | Pos.          | Tempo            | Pos.             | Tempo       | Pos.        | Tempo       | Pos.              | Ref.   |
| ---------------------------------------------------- | ------------------- | ------------- | ------------- | ---------------- | ---------------- | ----------- | ----------- | ----------- | ----------------- | ------ |
| Ezra Sambu                                           | 200 m               | 21.23         | 7º/bat. 7     | Não avançou      | Não avançou      | Não avançou | Não avançou | Não avançou | Não avançou       | [ 4 ]  |
| David Kirui                                          | 400 m               | 45.69 Q       | 2º/bat. 4     | 46.00            | 6º/bat. 2        | Não avançou | Não avançou | Não avançou | Não avançou       | [ 5 ]  |
| Kennedy Ochieng                                      | 400 m               | DNF           | DNF           | Não avançou      | Não avançou      | Não avançou | Não avançou | Não avançou | Não avançou       | [ 5 ]  |
| Japheth Kimutai                                      | 800 m               | 1:45.60 Q     | 2º/bat. 6     | —                | —                | 1:45.64     | 5º/bat. 2   | Não avançou | Não avançou       | [ 6 ]  |
| Joseph Mutua                                         | 800 m               | 1:47.86       | 3º/bat. 3     | —                | —                | Não avançou | Não avançou | Não avançou | Não avançou       | [ 6 ]  |
| William Yiampoy                                      | 800 m               | 1:47.35 q     | 4º/bat. 5     | —                | —                | 1:45.88     | 5º/bat. 1   | Não avançou | Não avançou       | [ 6 ]  |
| Bernard Lagat                                        | 1500 m              | 3:40.42 Q     | 2º/bat. 2     | —                | —                | 3:37.84 Q   | 2º/bat. 2   | 3:32.44     | Medalha de bronze | [ 7 ]  |
| Noah Ngeny                                           | 1500 m              | 3:38.03 Q     | 1º/bat. 3     | —                | —                | 3:39.29 Q   | 1º/bat. 1   | 3:32.07     | Medalha de ouro   | [ 7 ]  |
| William Chirchir                                     | 1500 m              | 3:40.22       | 8º/bat. 1     | —                | —                | Não avançou | Não avançou | Não avançou | Não avançou       | [ 7 ]  |
| David Chelule                                        | 5000 m              | 13:29.98 Q    | 4º/bat. 2     | —                | —                | —           | —           | 13:37.13    | 5º                | [ 8 ]  |
| Julius Gitahi                                        | 5000 m              | 13:23.12 Q    | 5º/bat. 1     | —                | —                | —           | —           | 13:39.11    | 9º                | [ 8 ]  |
| Richard Limo                                         | 5000 m              | 13:23.17 Q    | 6º/bat. 1     | —                | —                | —           | —           | 13:39.43    | 10º               | [ 8 ]  |
| Patrick Ivuti                                        | 10000 m             | 27:50.10 Q    | 2º/bat. 1     | —                | —                | —           | —           | 27:20.44    | 4º                | [ 9 ]  |
| John Cheruiyot Korir                                 | 10000 m             | 27:50.19 Q    | 3º/bat. 1     | —                | —                | —           | —           | 27:24.75    | 5º                | [ 9 ]  |
| Paul Tergat                                          | 10000 m             | 27:44.07 Q    | 2º/bat. 2     | —                | —                | —           | —           | 27:18.29    | Medalha de prata  | [ 9 ]  |
| Kenneth Cheruiyot                                    | Maratona            | —             | —             | —                | —                | —           | —           | DNF         | DNF               | [ 10 ] |
| Elijah Lagat                                         | Maratona            | —             | —             | —                | —                | —           | —           | DNF         | DNF               | [ 10 ] |
| Erick Wainaina                                       | Maratona            | —             | —             | —                | —                | —           | —           | 2:10:31     | Medalha de prata  | [ 10 ] |
| Erick Keter                                          | 400 m c/barreiras   | 50.06 q       | 6º/bat. 2     | —                | —                | 51.25       | 8º/bat. 3   | Não avançou | Não avançou       | [ 11 ] |
| Hillary Maritim                                      | 400 m c/barreiras   | 51.04         | 6º/bat. 3     | —                | —                | Não avançou | Não avançou | Não avançou | Não avançou       | [ 11 ] |
| Bernard Barmasai                                     | 3000 m c/obstáculos | 8:23.08 Q     | 1º/bat. 2     | —                | —                | —           | —           | 8:22.23     | 4º                | [ 12 ] |
| Wilson Boit Kipketer                                 | 3000 m c/obstáculos | 8:22.07 Q     | 2º/bat. 3     | —                | —                | —           | —           | 8:21.77     | Medalha de prata  | [ 12 ] |
| Reuben Kosgei                                        | 3000 m c/obstáculos | 8:23.17 Q     | 1º/bat. 1     | —                | —                | —           | —           | 8:21.43     | Medalha de ouro   | [ 12 ] |
| Ezra Sambu Samson Yego Joseph Mutua Julius Chepkwony | Revezamento 4x400 m | 3:06.77 Q     | 2º/bat. 2     | —                | —                | DSQ         | DSQ         | Não avançou | Não avançou       | [ 13 ] |
| David Kimutai                                        | 20 km marcha        | —             | —             | —                | —                | —           | —           | 1:28:45     | 39º               | [ 14 ] |
| Julius Sawe                                          | 20 km marcha        | —             | —             | —                | —                | —           | —           | 1:30:55     | 42º               | [ 14 ] |

Feminino
Eventos de pista
| Atleta           | Evento   | Eliminatórias | Eliminatórias | Quartas de final | Quartas de final | Semifinal   | Semifinal   | Final       | Final             | Ref.   |
| Atleta           | Evento   | Tempo         | Pos.          | Tempo            | Pos.             | Tempo       | Pos.        | Tempo       | Pos.              | Ref.   |
| ---------------- | -------- | ------------- | ------------- | ---------------- | ---------------- | ----------- | ----------- | ----------- | ----------------- | ------ |
| Naomi Mugo       | 1500 m   | 4:13.18       | 10º/bat. 2    | —                | —                | Não avançou | Não avançou | Não avançou | Não avançou       | [ 15 ] |
| Lydia Cheromei   | 5000 m   | 15:09.32 Q    | 4º/bat. 1     | —                | —                | —           | —           | 14:47.35    | 6º                | [ 16 ] |
| Rose Cheruiyot   | 5000 m   | 15:13.18 Q    | 1º/bat. 2     | —                | —                | —           | —           | 14:58.07    | 11º               | [ 16 ] |
| Vivian Cheruiyot | 5000 m   | 15:11.11 q    | 5º/bat. 3     | —                | —                | —           | —           | 15:33.66    | 14º               | [ 16 ] |
| Sally Barsosio   | 10000 m  | 32:34.07 Q    | 1º/bat. 2     | —                | —                | —           | —           | 31:57.41    | 17º               | [ 17 ] |
| Alice Timbilil   | 10000 m  | 32:34.15 Q    | 2º/bat. 2     | —                | —                | —           | —           | 31:50.22    | 14º               | [ 17 ] |
| Tegla Loroupe    | 10000 m  | 32:06.41 Q    | 2º/bat. 1     | —                | —                | —           | —           | 30:37.26    | 5º                | [ 17 ] |
| Tegla Loroupe    | Maratona | —             | —             | —                | —                | —           | —           | 2:29:45     | 13º               | [ 18 ] |
| Joyce Chepchumba | Maratona | —             | —             | —                | —                | —           | —           | 2:24:45     | Medalha de bronze | [ 18 ] |
| Esther Wanjiru   | Maratona | —             | —             | —                | —                | —           | —           | 2:26:17     | 4º                | [ 18 ] |

### Boxe
| Atleta                | Evento             | Fase de 32            | Oitavas de final     | Quartas de final     | Semifinal            | Final                | Final       | Ref.   |
| Atleta                | Evento             | Adversário Resultado  | Adversário Resultado | Adversário Resultado | Adversário Resultado | Adversário Resultado | Pos.        | Ref.   |
| --------------------- | ------------------ | --------------------- | -------------------- | -------------------- | -------------------- | -------------------- | ----------- | ------ |
| Suleiman Bilali       | Mosca-ligeiro      | —                     | RSA Matyhila V RSC-1 | ESP Lozano D 10–11   | Não avançou          | Não avançou          | Não avançou | [ 19 ] |
| Fred Kinuthia         | Meio-médio-ligeiro | GHA Neequaye D 2–14   | Não avançou          | Não avançou          | Não avançou          | Não avançou          | Não avançou | [ 20 ] |
| Peter Kariuki Ngumi   | Médio              | AZE Alakbarov D 3–12  | Não avançou          | Não avançou          | Não avançou          | Não avançou          | Não avançou | [ 21 ] |
| George Olwande Odindo | Meio-pesado        | KGZ Katulevsky D 2–11 | Não avançou          | Não avançou          | Não avançou          | Não avançou          | Não avançou | [ 22 ] |

### Ciclismo Mountain Bike
Masculino
| Atleta      | Evento        | Tempo     | Pos. | Ref.   |
| ----------- | ------------- | --------- | ---- | ------ |
| Ken Muhindi | Cross-country | –4 voltas | 39º  | [ 23 ] |

### Natação
Masculino
| Atleta      | Evento          | Eliminatórias | Eliminatórias | Semifinal   | Semifinal   | Final       | Final       | Ref.   |
| Atleta      | Evento          | Tempo         | Pos.          | Tempo       | Pos.        | Tempo       | Pos.        | Ref.   |
| ----------- | --------------- | ------------- | ------------- | ----------- | ----------- | ----------- | ----------- | ------ |
| Jin-Woo Kim | 100 m borboleta | 59.55         | 60º           | Não avançou | Não avançou | Não avançou | Não avançou | [ 24 ] |

Feminino
| Atleta      | Evento      | Eliminatórias | Eliminatórias | Semifinal   | Semifinal   | Final       | Final       | Ref.   |
| Atleta      | Evento      | Tempo         | Pos.          | Tempo       | Pos.        | Tempo       | Pos.        | Ref.   |
| ----------- | ----------- | ------------- | ------------- | ----------- | ----------- | ----------- | ----------- | ------ |
| Maria Awori | 100 m livre | 1:06.23       | 49º           | Não avançou | Não avançou | Não avançou | Não avançou | [ 25 ] |

### Tiro com arco
Masculino
| Atleta         | Evento     | Ranqueamento | Ranqueamento | Fase de 64           | Fase de 32           | Oitavas de final     | Quartas de final     | Semifinal            | Final                | Final       | Ref.   |
| Atleta         | Evento     | Total        | Pos.         | Adversário Resultado | Adversário Resultado | Adversário Resultado | Adversário Resultado | Adversário Resultado | Adversário Resultado | Pos.        | Ref.   |
| -------------- | ---------- | ------------ | ------------ | -------------------- | -------------------- | -------------------- | -------------------- | -------------------- | -------------------- | ----------- | ------ |
| Dominic Rebelo | Individual | 500          | 63º          | KOR Oh K-m D 132–168 | Não avançou          | Não avançou          | Não avançou          | Não avançou          | Não avançou          | Não avançou | [ 26 ] |

### Voleibol
Feminino
| Fase preliminar      | Fase preliminar          | Fase preliminar      | Fase preliminar      | Fase preliminar      | Fase preliminar | Quartas de final     | Semifinal            | Final                | Final | Ref.   |
| Adversário Resultado | Adversário Resultado     | Adversário Resultado | Adversário Resultado | Adversário Resultado | Pos.            | Adversário Resultado | Adversário Resultado | Adversário Resultado | Pos.  | Ref.   |
| -------------------- | ------------------------ | -------------------- | -------------------- | -------------------- | --------------- | -------------------- | -------------------- | -------------------- | ----- | ------ |
| BRA Brasil D 0–3     | USA Estados Unidos D 0–3 | AUS Austrália D 1–3  | CHN China D 0–3      | CRO Croácia D 1–3    | 6º (Gr. A)      | Não avançou          | Não avançou          | Não avançou          | =11º  | [ 27 ] |

Equipe
- Dorcas Nakhomicha Ndasaba
- Doris Wanjala
- Edna Chepngeno
- Emily Wesutila
- Gladys Nasikanda
- Jacqueline Makokha
- Judith Serenge
- Margaret Indakala
- Maria Kochwa
- Nancy Waswa
- Roselidah Obunaga
- Violet Barasa

Legenda
| Recorde mundial      | Recorde mundial (World record)               |                       | Recorde africano                      | Recorde africano (African) |                                           | Q | Classificado por posição (Qualified) |
| Recorde olímpico     | Recorde olímpico (Olympic record)            | Recorde da América    | Recorde da América (Americas)         | q                          | Classificado por melhor tempo (Qualified) |   |                                      |
| Melhor marca do ano  | Melhor marca do ano (World leading)          | Recorde asiático      | Recorde asiático (Asian)              | DNS                        | Não largou (Did not start)                |   |                                      |
| Recorde nacional     | Recorde nacional (National record)           | Recorde europeu       | Recorde europeu (European)            | DNF                        | Não terminou (Did not finish)             |   |                                      |
| Recorde pessoal      | Recorde pessoal do atleta (Personal best)    | Recorde da Oceania    | Recorde da Oceania (Oceania)          | DSQ / DQ                   | Desclassificado (Disqualified)            |   |                                      |
| Recorde da temporada | Recorde da temporada do atleta (Season best) | Recorde sul-americano | Recorde sul-americano (South America) | NM                         | Sem marca (No mark)                       |   |                                      |